# Fator V de Leiden
Fator V Leiden é uma mutação genética humana do fator V. Nessa doença, de origem genética, autosômica dominante e, portanto, hereditária, há uma interferência na atuação da proteína C, na sua forma ativada, causando uma predisposição à hipercoagulabilidade e à trombose. O Fator V Leiden é a doença hereditária de hipercoagulabilidade mais comum na população da Eurasia. Seu nome foi dado em referência à cidade de Leiden (Holanda) onde foi identificada pelo Prof R. Bertina et al. em 1994

## Fisiopatologia
Em pessoas normais o fator V funciona como um cofator que permite o fator X ativar a enzima trombina. A trombina por sua vez permite converter o fibrinogênio em fibrina, formando um manto que bloqueia a passagem do sangue e que normalmente é responsável pela coagulação de machucados e lesões externas, estancando naturalmente uma essa hemorragia. A proteína C (aPC) funciona como um anticoagulante natural que limita a extensão da coagulação necessária para estancar a hemorragia, diminuindo a ação do fator V. O Fator V de Leiden é uma condição autossômica dominante que resulta numa dificuldade do fator V ser desativado pela proteína C ativada, favorecendo uma coagulação excessiva, que e em alguns casos formar trombos (trombose), entupindo as vias circulatórias.
O gene que codifica essa proteína é referido como F5. A mutação desse gene (polimorfismo de nucleotídeo simples) está localizado no exão 10 do gene F5, localizado no braço longo (q) do cromossomo 1, na sub-banda 2 da banda 4 da região 2 (1q24.2). Isto resulta, finalmente, em uma substituição arg506-to-gln (R506Q)

## Epidemiologia
Estudos indicam que aproximadamente 5% dos caucasianos da América do Norte possuem o Fator V de Leiden. Essa doença é menos comum entre hispânicos e afrodescendentes e extremamente rara entre descendentes asiáticos.
Até 30% dos pacientes de trombose venosa profunda ou de embolismo pulmonar possuem o fator V de Leiden, que pode aumentar o risco de desenvolver uma dessas doenças entre 50 a 100 vezes em relação à população normal. Apenas 1% da população são homozigoto para o Fator V de Leiden e possuem um quadro mais severo para a doença. Diante da predisposição genética para o trombembolismo alguns fatores de risco como o tabagismo e o uso de anticoncepcionais, principalmente a base de estrogênio, podem facilitar um quadro de tromboembolismo.

## Diagnóstico
O Fator V de Leiden pode ser diagnosticado com precisão através de exames de DNA específicos que são capazes de identificar a ausência do gene mutante, ou na presença dele, diferenciar a condição heterozigótica (menos grave) da condição homozigótica (mais grave).

## Aos portadores
Se você se descobriu portador(a) do Fator V de Leiden, é recomendável que procure orientação médica, preferencialmente com um especialista em hematologia (médico hematologista), para buscar orientações sobre as repercussões desta condição, seus   tratamentos e/ou acompanhamento disponíveis.
Algumas pessoas, principalmente aquelas que apresentaram episódios trombóticos e possuem fatores de risco acrescido para a repetição desses eventos, podem vir a necessitar de anticoagulantes por longos períodos de tempo, ou por toda a vida. Na literatura médica, há relatos de vários tipos de problemas associados ao Fator V de Leiden, seja na heterozigose ou na homozigose. Entre esses problemas, podemos citar: trombose venosa profunda (quando em mulheres, muitas vezes associada ao uso de anticoncepcionais orais), embolia pulmonar, AVC (derrame) e AIT (ataque isquêmico transitório), infarto agudo do miocárdio, entre outros.
Uma vez diagnosticada a condição, há necessidade de mudança de hábitos de vida, visando reduzir o risco de ocorrência de eventos trombóticos: manter-se bem hidratado(a); evitar o tabagismo; fazer atividades físicas regulares; evitar uso de terapias hormonais visando anticoncepção e/ou terapia de reposição hormonal (para as mulheres); diagnosticar e iniciar tratamento imediato de outras doenças concomitantes que podem aumentar o risco de eventos trombóticos, como hipertensão, asma, diabetes etc.
O caráter autossômico dominante desta condição faz com que os portadores heterozigotos tenham 50% de chance de transmiti-la aos filhos. No caso de portadores homozigotos, a chance de um descendente apresentar a mutação é de 100%. Assim, uma vez descoberto um caso de Fator V de Leiden, é importante avaliar a necessidade de se fazer a testagem dos parentes diretos (ascendentes e descendentes), sobretudo se houver história familiar de trombose ou embolia pulmonar.
Durante a gravidez, devido ao risco aumentado de aborto, está indicado fazer uso de anticoagulantes e outros cuidados específicos. O mesmo ocorre, para aquelas pessoas que não têm indicação de terapia anticoagulante contínua, durante viagens prolongadas. Vale dizer que o risco de trombose e embolia pulmonar aumenta expressivamente durante viagens de avião, sobretudo nas mais longas. Assim, ainda que você não tenha indicação de fazer uso de anticoagulantes regularmente, pode haver a necessidade de tomá-los, mesmo que por curto espaço de tempo, em situações específicas.
Para aqueles que utilizam terapia anticoagulante com warfarin, por exemplo, é necessário fazer o ajuste de dose e, para isso, é necessário medir regularmente um dos parâmetros da coagulação, chamado INR. Especialmente em relação a este tipo de medicamento, vale lembrar que há inúmeros outros remédios e substâncias que interferem em seu metabolismo, fazendo com que tenha seu efeito alterado. Isso inclui também vários alimentos, em especial aqueles ricos em vitamina K, que atua como antagonista do warfarin. Para evitar oscilações no INR, é necessário manter uma dieta equilibrada, com ingestão regular deste alimentos, todos os dias. A dose da medicação será ajustada de acordo com a dieta de cada pessoa. Atualmente já estão disponíveis aparelhos para testagem domiciliar do INR, cujo resultado fica pronto no momento da testagem. Estes aparelhos são semelhantes aos glicosímetros, usados por pessoas diabéticas para medir a glicose no sangue.
Há grupos de suporte e troca de experiências entre portadores no Facebook, como o grupo Factor V leiden (em inglês) e Fator V de Leiden Brasil (em português).

## Outras Leituras
- Herskovits AZ, Lemire SJ, Longtine J, Dorfman DM (2008). «Comparison of Russell viper venom-based and activated partial thromboplastin time-based screening assays for resistance to activated protein C». American Journal of Clinical Pathology. 130 (5): 796–804. PMID 18854273. doi:10.1309/AJCP7YBJ6URTVCWP
- Press RD, Bauer KA, Kujovich JL, Heit JA (2002). «Clinical utility of factor V leiden (R506Q) testing for the diagnosis and management of thromboembolic disorders». Archives of Pathology & Laboratory Medicine. 126 (11): 1304–18. PMID 12421138
- Hooper WC, De Staercke C (2002). «The relationship between FV Leiden and pulmonary embolism». Respiratory Research. 3. 8 páginas. PMC 64819. PMID 11806843. doi:10.1186/rr180
- Nicolaes GA, Dahlbäck B (2002). «Factor V and thrombotic disease: description of a janus-faced protein». Arteriosclerosis, Thrombosis, and Vascular Biology. 22 (4): 530–8. PMID 11950687. doi:10.1161/01.ATV.0000012665.51263.B7
- Andreassi MG, Botto N, Maffei S (2006). «Factor V Leiden, prothrombin G20210A substitution and hormone therapy: indications for molecular screening». Clinical Chemistry and Laboratory Medicine. 44 (5): 514–21. PMID 16681418. doi:10.1515/CCLM.2006.103
- Segers K, Dahlbäck B, Nicolaes GA (2007). «Coagulation factor V and thrombophilia: background and mechanisms». Thrombosis and Haemostasis. 98 (3): 530–42. PMID 17849041[ligação inativa]
- Kujovich J; Pagon, RA; Bird, TC; Dolan, CR; Stephens, K (1993). «Factor V Leiden Thrombophilia». GeneReviews. PMID 20301542